# Kanton La Flèche
Der Kanton La Flèche ist seit 1790 ein französischer Wahlkreis im Arrondissement La Flèche, im Département Sarthe und in der Region Pays de la Loire; sein Hauptort ist La Flèche.

## Gemeinden
Der Kanton besteht aus zwölf Gemeinden mit insgesamt 25.124 Einwohnern (Stand: 1. Januar 2022) auf einer Gesamtfläche von 305,53 km²:
| Gemeinde                 | Einwohner 1. Januar 2022 | Fläche km² | Dichte Einw./km² | Code INSEE | Postleitzahl |
| ------------------------ | ------------------------ | ---------- | ---------------- | ---------- | ------------ |
| Arthezé                  | 351                      | 8,65       | 41               | 72009      | 72270        |
| Bazouges Cré sur Loir    | 1.946                    | 47,09      | 41               | 72025      | 72200        |
| Bousse                   | 431                      | 12,02      | 36               | 72044      | 72270        |
| Clermont-Créans          | 1.276                    | 17,82      | 72               | 72084      | 72200        |
| Courcelles-la-Forêt      | 403                      | 19,60      | 21               | 72100      | 72270        |
| Crosmières               | 993                      | 20,45      | 49               | 72110      | 72200        |
| La Chapelle-d’Aligné     | 1.725                    | 33,04      | 52               | 72061      | 72300        |
| La Flèche                | 15.081                   | 74,21      | 203              | 72154      | 72200        |
| Ligron                   | 484                      | 13,48      | 36               | 72163      | 72270        |
| Mareil-sur-Loir          | 658                      | 11,83      | 56               | 72185      | 72200        |
| Thorée-les-Pins          | 741                      | 28,18      | 26               | 72357      | 72800        |
| Villaines-sous-Malicorne | 1.035                    | 19,16      | 54               | 72377      | 72270        |
| Kanton La Flèche         | 25.124                   | 305,53     | 82               | 7206       | –            |

Bis zur landesweiten Neugliederung der Kantone im März 2015 bestand der Kanton La Flèche aus den sieben Gemeinden Bazouges-sur-le-Loir, Clermont-Créans, Cré-sur-Loir, Crosmières, La Chapelle-d’Aligné, La Flèche und Mareil-sur-Loir. Sein Zuschnitt entsprach einer Fläche von 204,44 km2. Er besaß vor 2015 einen anderen INSEE-Code als heute, nämlich 7214.

## Änderungen im Gemeindebestand seit der landesweiten Neugliederung der Kantone
2017: Fusion von Bazouges-sur-le-Loir und Cré-sur-Loir → Bazouges Cré sur Loir

## Bevölkerungsentwicklung
| 1962  | 1968  | 1975  | 1982  | 1990  | 1999  | 2006  |
| ----- | ----- | ----- | ----- | ----- | ----- | ----- |
| 17541 | 18545 | 19161 | 19509 | 19876 | 20357 | 21231 |